# Aelurillus cypriotus
Espèce
Aelurillus cypriotus est une espèce d'araignées aranéomorphes de la famille des Salticidae.

## Distribution
Cette espèce est endémique de Chypre.

## Description
La carapace du mâle holotype mesure 1,9 mm de long sur 1,5 mm et l'abdomen 1,6 mm de long sur 1,3 mm.

## Étymologie
Son nom d'espèce lui a été donné en référence au lieu de sa découverte, Chypre.

## Publication originale
- Azarkina, 2006 : Four new species of the genus Aelurillus Simon, 1884 (Araneae: Salticidae). European Arachnology 2005. Acta zoologica bulgarica Suppl., vol. 1, p. 63-72 (texte intégral).